# Famille Natoli
La famille Natoli est une famille noble sicilienne originaire de Provence,,.

## Histoire
La famille serait arrivée à Naples depuis le comté de Provence par l’intermédiaire de Giovanni di Natoli, chevalier royal ayant suivi Charles d'Anjou,.
En 1343 la famille passe du royaume de Naples à celui de  Sicile, à Messine, avec Antonino Natoli (Antoninus), à la suite de la reine  Éléonore d'Anjou, épouse du  roi de Sicile Frédéric II.

## Francesco Natoli
Francesco Natoli de Sperlinga est le fils unique de Giovanni II Natoli, son descendant a été investi le 24 mai 1741 et nommé premier duc de Archirafi  par le roi Charles III de Bourbon il a construit en 1762 la torre Archirafi, à l'endroit où se trouvait autrefois une tour défensive crénelée qui a été détruite par un tsunami. Cette tour apparaît comme blason autour de 1853.
Francesco Natoli a vendu les terres et le château de Sperlinga en 1656 à Giovanni Stefano Oneto, en gardant, cependant, le titre de prince pour lui et sa descendance.
En 1734, il était commandant des troupes civiques de Messine et à ce titre il a obtenu de nombreux honneurs publics et récompenses, en 1738, il devient membre de la Royale conseiller du Conseil du commerce des Messina.

## Demeures
- Château de Sperlinga, Sicile
- Palais Natoli, Palerme